# Stegopterna emergens
Stegopterna emergens är en tvåvingeart som först beskrevs av Stone 1952.  Stegopterna emergens ingår i släktet Stegopterna och familjen knott. Inga underarter finns listade i Catalogue of Life.